# Io, l'amore
Io, l'amore (À cœur joie) è un film del 1967 diretto da  Serge Bourguignon.
La pellicola, di produzione franco-britannica, ha come protagonista Brigitte Bardot.

## Trama
Una modella rompe la sua noia tradendo suo marito. Giunta a Londra cade fra le braccia di un geologo, con cui avrà un'altra relazione.

## Produzione
Le scene del film sono state girate in location nel castello di Dirleton e sulla spiaggia di Gullane in Scozia nel settembre del 1966. Il cast principale è stato all'Open Arms Hotel di Dirleton.